# HMS Hajen (1904)
Pour les autres navires du même nom, voir HMS Hajen.
Le HM Hajen Hajen (plus tard Ub no 1) est le premier sous-marin de la marine royale suédoise, achevé en 1904. Il est l’un des très rares sous-marins du début des années 1900 à avoir été préservés.

## Conception
Le Parlement suédois vote à l’automne 1902 de développer un sous-marin et a accordé pour cela 400 000 SEK de crédits. Ce fut confirmé par le roi Oscar II par lettre royale le 28 novembre 1902. La mission d’appliquer cette décision est allée au concepteur de navires suédois Carl Richson, avec un passé dans la construction navale aux États-Unis, y compris au chantier naval de New York dans les années 1890. Le sous-marin a été construit dans le plus grand secret au chantier naval de Stockholm et lancé le 16 juillet 1904. L’expérience de Richson dans l’industrie de la construction navale américaine a influencé le Hajen, qui présente des similitudes évidentes avec le premier sous-marin de la marine américaine, l’USS Holland (SS-1), conçu par l’Irlandais John Philip Holland.
Le périscope a été fabriqué par la société Officine Galileo à Florence et installé sur le Hajen avant le départ de Galärvarvet à Stockholm. Le Hajen était à l’origine propulsé par un moteur à kérosène de type moteur à billes d’allumage qui, via un générateur électrique, alimentait un moteur électrique, qui à son tour entraînait l’hélice. Le générateur servait également à recharger les batteries, qui étaient utilisées pour propulser le sous-marin sous l’eau.
Bien que l’USS Holland ait influencé la conception du Hajen, celui-ci différait à cet égard de son modèle américain. Le USS Holland n’avait pas de périscope et devait donc parfois sortir le kiosque au-dessus de la surface pour s’orienter. Il était également alimenté par un moteur à essence plutôt que par un moteur au kérosène ou au diesel, ce qui signifiait, entre autres, un plus grand risque d’incendie et une consommation de carburant plus élevée. Enfin, il n’avait pas un générateur séparé, ce qui signifiait que le moteur à combustion interne et le moteur électrique devaient être connectés mécaniquement à l’arbre d'hélice, ce qui permettait au moteur électrique d’être utilisé comme générateur pour recharger les batteries en fonctionnement à essence. Le fait que le Hajen ait été équipé d’un périscope, d’un moteur au kérosène (remplacé plus tard par un moteur Diesel) et d’un générateur séparé signifiait donc que, par rapport à son modèle américain, il faisait trois pas en avant importants vers ce qui allait finalement s’avérer être la technologie dominante pour les sous-marins conventionnels.

## Carrière
Le navire a rejoint la flotte le 18 novembre 1904. À l’été 1905, le navire a été transféré sur la côte ouest de la Suède, tout comme la majorité du reste de la flotte le long du canal Göta en raison de la crise de l'Union avec la Norvège. Il a été renommé HMS Undervattenbåten No 1 en 1909. Pendant la Première Guerre mondiale, il a servi de plate-forme pour la formation de nouveaux équipages de sous-marins.
Entre 1915 et 1916, le navire a dû être modernisé au chantier naval Bergsunds Mekaniska Verkstads AB. Sa longueur a été étendue à 23,3 mètres lors de la reconstruction des structures de proue et de pont. La forme de la coque a également été modifiée pour améliorer les caractéristiques de navigation en surface du sous-marin. Le moteur à billes d’allumage a été remplacé en 1916 par un moteur Diesel Atlas UII 4 cylindres de 150 chevaux. Dans la dernière année de la Première Guerre mondiale, le navire était encore entretenu.
Le Hajen a été désarmé en 1919 et définitivement retiré du service le 25 août 1922, lorsque les moteurs et autres pièces en bon état en ont été retirés. Depuis 1932, le navire est un navire musée exposé à terre dans une extension du Marinmuseum (Musée maritime) de Karlskrona. Avec sa sœur d’armes beaucoup plus moderne HMS Neptun, le navire fait partie d’une exposition sur l’arme sous-marine suédoise.

Dessin technique du sous-marin Hajen, daté du 28 novembre 1902.
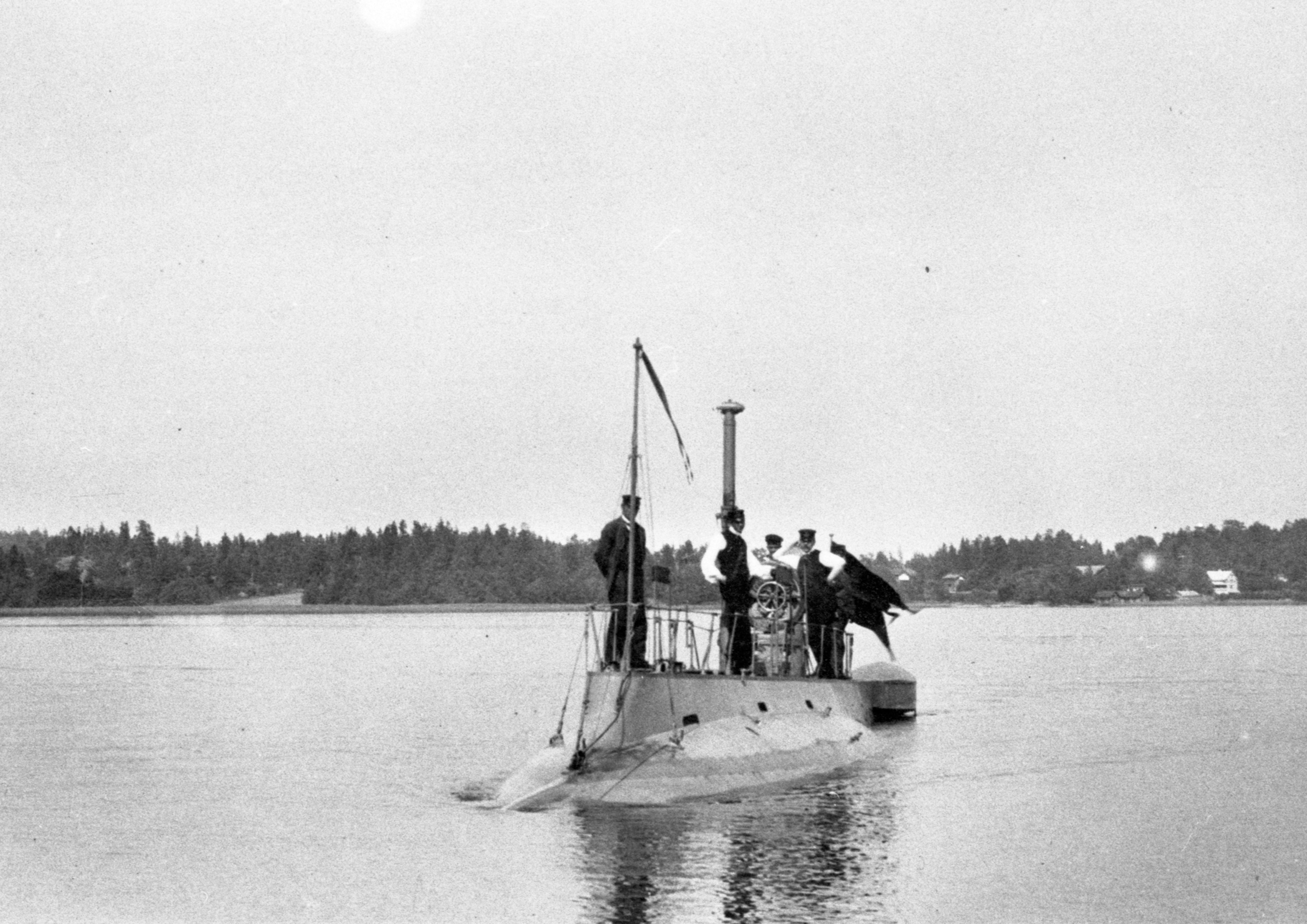
Photographie du Hajen, prise entre 1904 et 1922.
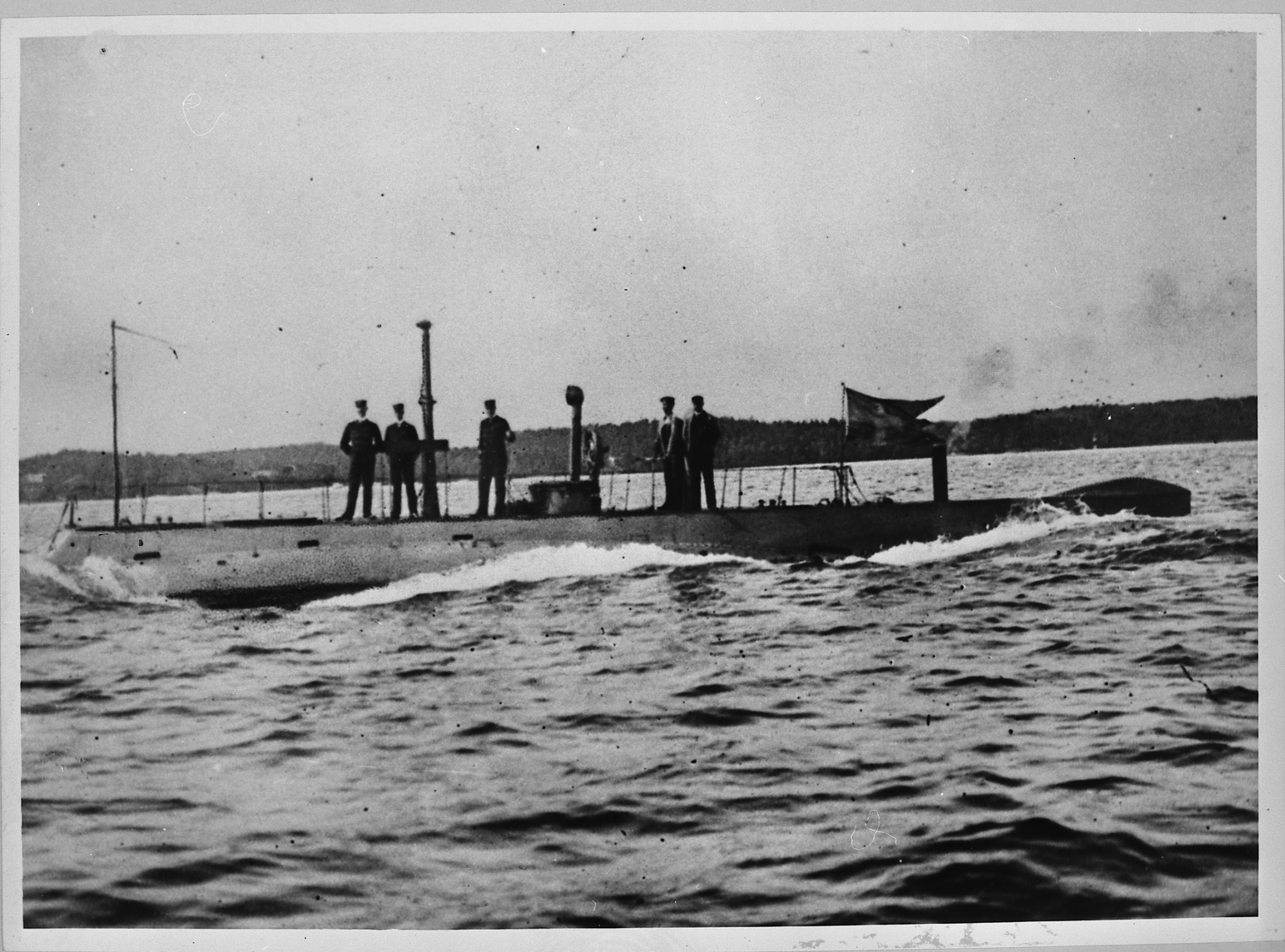
Photographie du Hajen.
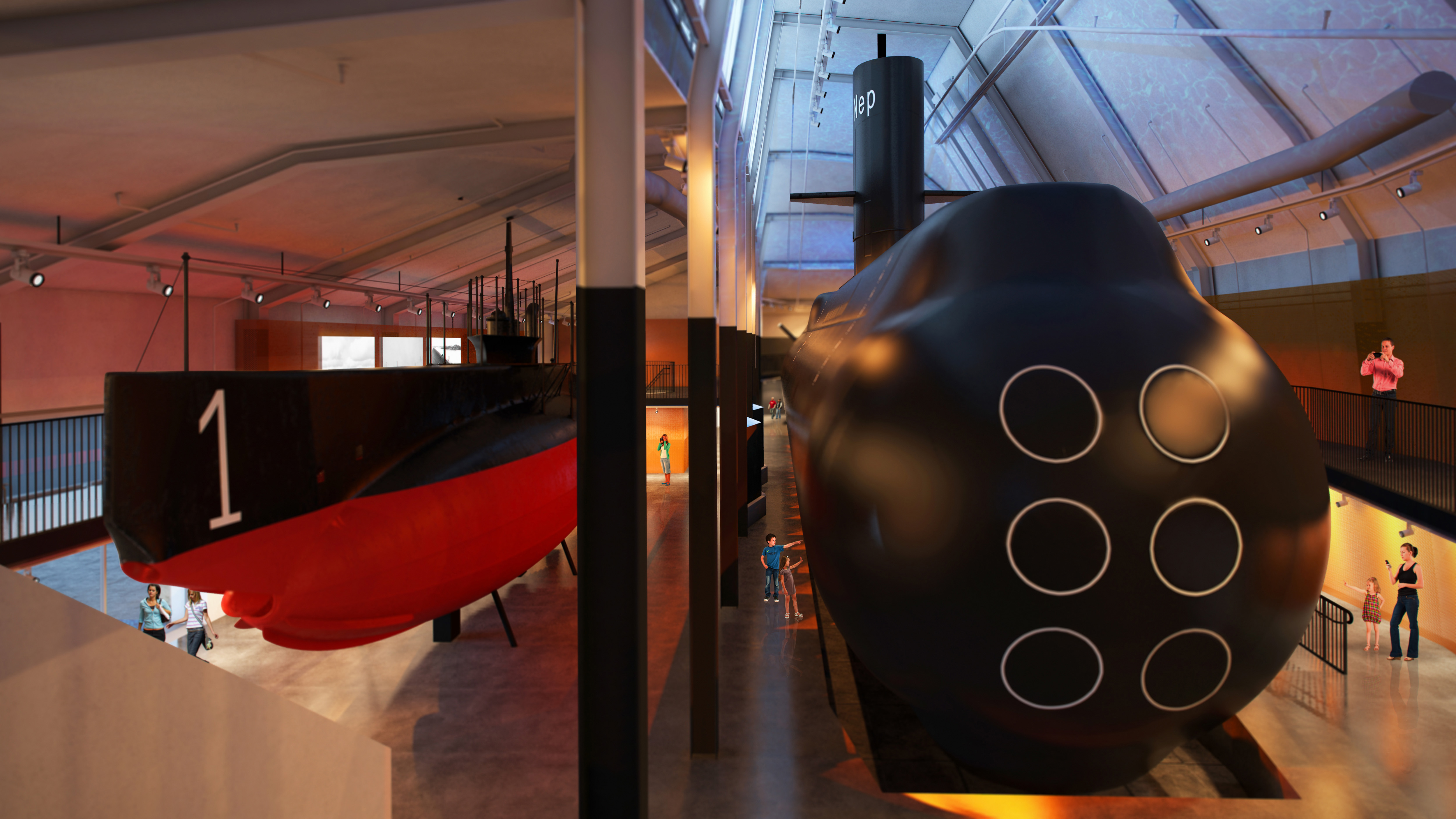
Deux générations très différentes de sous-marins suédois dans la salle des sous-marins du Musée naval de Karlskrona : le HMS Hajen, en service de 1905 à 1922, et le HMS Neptun, en service de 1980 à 1998.